# 11-я пехотная дивизия (Российская империя)
11-я пехотная дивизия — пехотное соединение в составе русской императорской армии. 
Штаб дивизии: Брест-Литовск (1807), Махновка (1820), Кишинёв (1828), Люблин (1837), Ровно (1849), Орёл (1861), Лубны (1863), Кременец (1866), Кременец (1875), Луцк (1876), Луцк (1914). С 1876 года входила в 11-й армейский корпус.
Расформирована в январе 1918 года.

## История дивизии

### Формирование
Сформирована 16 августа 1806 года как 18-я дивизия. До 13 октября 1810 года в состав дивизии входила кавалерийская бригада. С 1811 года дивизия переименована в 18-ю пехотную. Впоследствии состав частей дивизии неоднократно изменялся. С 1876 года входила в состав 11-го армейского корпуса.
- 16.08.1806—31.03.1811 — 18-я дивизия
- 31.03.1811—03.06.1833 — 18-я пехотная дивизия
- 03.06.1833—12.05.1835 — 14-я пехотная дивизия
- 12.05.1835—хх.хх.1918 — 11-я пехотная дивизия

### Боевые действия
В 1806 — 1807 годах дивизия участвовала в боевых действиях против французов в Восточной Пруссии.
Полки дивизии участвовали в сражениях русско-турецкой войны 1806 — 1812 годов, в частности, в осаде Силистрии и во взятии крепости Базарджик в мае 1810 года, в неудачном штурме Рущука 22 июля 1810 года, в боях с турками у Видина в октябре 1811 года.
В ходе Первой мировой войны дивизия принимала участие в Рава-Русской операции 1914 г. В апреле-мае 1915 г. дивизия действовала в Заднестровской операции. Участвовала в декабрьской операции 1915 г. на Стрыпе.

## Состав в 1812 году
Состав дивизии выглядел следующим образом:
- 1-я бригада:
  - Владимирский пехотный полк;
  - Тамбовский пехотный полк.

- 2-я бригада:
  - Костромской пехотный полк;
  - Днепровский пехотный полк.

- 3-я бригада:
  - 28-й егерский полк;
  - 32-й егерский полк.
- 18-я полевая артиллерийская бригада: 18-я батарейная рота, 34-я и 35-я легкие роты.

## Состав в начале XX века
- 1-я бригада (1903: Дубно; 1913: Кременец)
  - 41-й пехотный Селенгинский полк
  - 42-й пехотный Якутский полк
- 2-я бригада (Луцк)
  - 43-й пехотный Охотский полк
  - 44-й пехотный Камчатский полк
- 11-я артиллерийская бригада (Дубно)

## Командование дивизии
(Командующий в дореволюционной терминологии означал временно исполняющего обязанности начальника или командира. Должности начальника дивизии соответствовал чин генерал-лейтенанта, и при назначении на эту должность генерал-майоров они как правило оставались командующими до момента своего производства в генерал-лейтенанты).

### Начальники дивизии

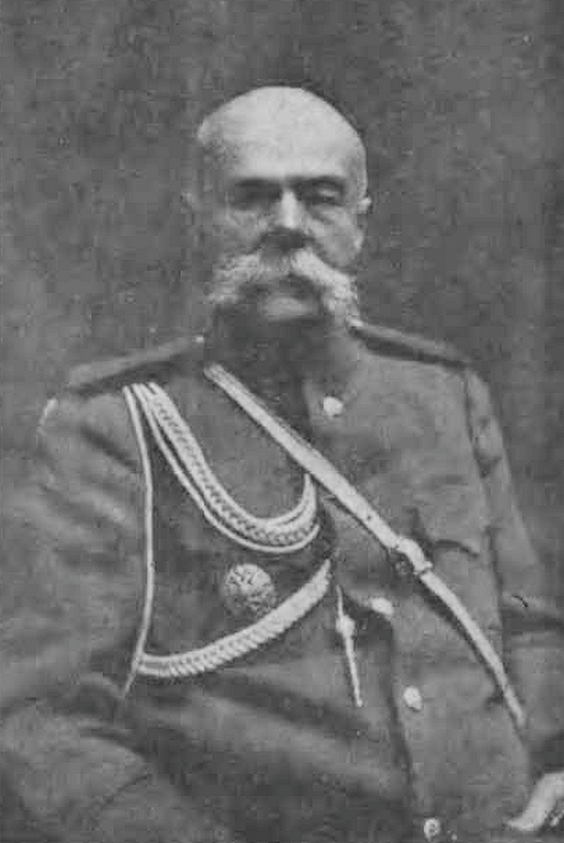
генерал-лейтенант Эдмунд-Леопольд Фердинандович Свидзинский

- 16.08.1806 — 29.09.1809 —  генерал-лейтенант князь Горчаков, Андрей Иванович
- 02.10.1809 — 02.09.1810[7] —генерал-адъютант генерал-майор князь Долгоруков, Василий Юрьевич
- 26.10.1810 — 04.02.1811 — генерал-майор граф де Ламберт, Карл Осипович
- 17.02.1811 — 12.09.1811 — генерал-майор князь Щербатов, Алексей Григорьевич
- 12.09.1811 — 10.11.1811 — генерал-майор Фок, Александр Борисович
- 10.11.1811 — 09.04.1816[8] — генерал-майор (с 26.05.1813 генерал-лейтенант) князь Щербатов, Алексей Григорьевич
  - 29.05.1813 — 06.05.1814 — командующий генерал-майор Бенардос, Пантелеймон Егорович
  - 06.05.1814 — 29.08.1814 — командующий генерал-майор Мещеринов, Василий Дмитриевич
  - 17.11.1814 — 16.03.1815 — командующий генерал-майор Бенардос, Пантелеймон Егорович
- 09.04.1816 — 05.01.1818 — генерал-лейтенант Инзов, Иван Никитич
- 17.01.1818 — 01.01.1827 — генерал-майор (с 12.12.1824 генерал-лейтенант) князь Сибирский, Александр Васильевич
- 01.01.1827 — 11.11.1827 — генерал-лейтенант Желтухин, Сергей Фёдорович
- 11.11.1827 — 28.01.1828 — генерал-лейтенант Вуич, Николай Васильевич
- 28.01.1828 — 03.06.1828[9] — генерал-майор барон Людингаузен-Вольф, Иван Павлович
- 08.06.1828 — 04.10.1829 — генерал-майор князь Горчаков, Пётр Дмитриевич
- 04.10.1829 — 06.04.1830 — командующий генерал-майор Тиман, Александр Иванович
- 06.04.1830 — 12.10.1840 — генерал-майор (с 06.12.1833 генерал-лейтенант) Шульгин, Дмитрий Иванович
  - 25.01.1837 — 25.04.1837 — командующий генерал-майор Карнеев, Николай Михайлович
  - 25.03.1839 — 25.09.1839 — командующий генерал-майор Карнеев, Николай Михайлович
  - 12.10.1840 — 06.12.1840 — командующий генерал-майор Карнеев, Николай Михайлович
- 06.12.1840[10] — 09.04.1845[11] — генерал-лейтенант Баранов, Евстафий Евстафьевич
- 09.05.1845 — 14.05.1845 — командующий генерал-майор Граббе, Пётр Христофорович
- 14.05.1845 — 07.10.1845[12] — генерал-лейтенант Берников, Павел Сергеевич
- 07.10.1845 — 01.01.1846 — командующий генерал-майор Обручев, Александр Афанасьевич
- 01.01.1846 — 19.10.1851 — генерал-майор (с 06.12.1847 генерал-лейтенант) Белогужев, Александр Николаевич
- 19.10.1851 — 20.10.1855 — генерал-майор (с 06.12.1853 генерал-лейтенант) Павлов, Прокофий Яковлевич
- 20.10.1855 — 04.02.1857 — генерал-лейтенант Веселитский, Сергей Гаврилович
- 04.02.1857 — 01.03.1862 — генерал-майор (с 30.08.1858 генерал-лейтенант) Бельгард, Валериан Александрович
- 01.03.1862 — 10.02.1867 — генерал-майор (с 17.04.1863 генерал-лейтенант) барон Дельвиг, Николай Иванович
- 10.02.1867 — 05.02.1869 — командующий генерал-майор барон Деллингсгаузен, Эдуард Карлович
- 05.02.1869 — 02.10.1871 — генерал-лейтенант Зотов, Павел Дмитриевич
- 02.10.1871 — 29.10.1873 — командующий генерал-майор Свиты Е. И. В. Романовский, Дмитрий Ильич
- 29.10.1873 — 16.04.1874 — командующий генерал-майор Батезатул, Александр Михайлович
- 17.04.1874 — 29.05.1874 — командующий генерал-майор Свиты барон Корф, Андрей Николаевич
- 29.05.1874 — хх.12.1876 — генерал-лейтенант Храповицкий, Казимир Михайлович
- 03.12.1876 — 11.03.1880 — генерал-майор (с 22.10.1877 генерал-лейтенант) Эрнрот, Казимир Густавович
- 20.03.1880 — 08.05.1882 — генерал-майор (с 30.08.1880 генерал-лейтенант) Макаровский, Алексей Кириллович
- 08.05.1882 — 08.03.1886 — генерал-майор (с 30.08.1882 генерал-лейтенант) Гадон, Сергей Станиславович
- 09.03.1886 — ранее 27.12.1886[13] — генерал-лейтенант Фофанов, Тимофей Александрович
- 14.01.1887 — 06.06.1890 — генерал-лейтенант Плаксин, Вадим Васильевич
- 06.06.1890 — 12.01.1895[14] — генерал-майор (с 30.08.1890 генерал-лейтенант) Панютин, Всеволод Фёдорович
- 08.02.1895 — 26.03.1898 — генерал-майор (с 14.05.1896 генерал-лейтенант) Вейс, Константин Александрович
- 26.03.1898 — 11.02.1900 — генерал-майор (с 06.12.1898 генерал-лейтенант) Матвеев, Павел Павлович
- 17.02.1900 — 04.07.1901 — генерал-лейтенант Какурин, Евгений Николаевич
- 08.07.1901 — 03.04.1903 — генерал-лейтенант Беляев, Тимофей Михайлович
- 25.04.1903 — 21.05.1905 — генерал-лейтенант Грибский, Константин Николаевич
- 25.06.1905 — 04.07.1906 — генерал-лейтенант Игнатьев, Лев Иванович
- 22.07.1906 — 02.05.1907 — генерал-майор (с 22.04.1907 генерал-лейтенант) Романов, Владимир Александрович
- 30.05.1907 — 21.11.1908 — генерал-майор (с 30.07.1907 генерал-лейтенант) Защук, Леонид Иосифович
- 21.11.1908 — 19.06.1910 — генерал-лейтенант Свидзинский, Эдмунд-Леопольд Фердинандович
- 02.07.1910 — 03.04.1915 — генерал-лейтенант Федотов, Иван Иванович
- 18.04.1915 — хх.хх.1917 — генерал-лейтенант Бачинский, Михаил Львович
- хх.хх.1917 — хх.03.1918 — генерал-майор Лигнау, Александр Георгиевич

### Начальники штаба дивизии
Должность начальника штаба дивизии введена 1 января 1857 года
- 01.01.1857 — 25.03.1857 — полковник Шлегель, Людвиг Леопольдович
- 25.03.1857 — 29.12.1862 — полковник Фок, Николай Александрович
- 10.01.1863 — 27.10.1864 — полковник Чемерзин, Алексей Яковлевич
- хх.хх.1865 — хх.хх.1866 — капитан (с 26.04.1865 подполковник) Цебриков, Михаил Михайлович
- до 01.10.1866 — после 01.05.1869 — подполковник (с 16.04.1867 полковник) Защук, Александр Иосифович
- до 30.08.1869 — 06.04.1873 — подполковник (с 30.08.1869 полковник) Гутовский, Михаил-Викентий Степанович
- 08.04.1873 — 15.04.1873 — и. д. полковник барон Розен, Александр-Степан Фридрихович
- 15.04.1873 — 22.04.1875 — полковник Громан, Сильверст Густавович
- 22.04.1875 — 18.06.1875 — и. д. полковник Синкевич, Антон Адамович
- 18.06.1875 — 10.01.1878 — полковник Тугенгольд, Александр Васильевич
- 10.01.1878 — 28.05.1879 — и. д. полковник Рыбкин, Николай Андреевич
- 28.05.1879 — 24.02.1880 — и. д. подполковник Фомин, Леонид Петрович
- 24.02.1880 — 25.01.1883 — полковник Стог, Михаил Демьянович
- 25.01.1883 — 20.07.1890 — и. д. полковник Ласкин, Михаил Павлович
- 07.08.1890 — 30.04.1892 — полковник Черницкий, Семён Григорьевич
- 10.05.1892 — 22.04.1895 — полковник Неелов, Фёдор Васильевич
- 31.05.1895 — 02.01.1897 — и. д. полковник Регульский, Иосиф Ильич
- 02.01.1897 — 27.08.1900 — полковник Федотов, Иван Иванович
- 26.10.1900 — 26.04.1903 — полковник Артемьев, Василий Васильевич
- 02.06.1903 — 27.03.1904 — полковник Грибоедов, Алексей Дмитриевич
- 27.03.1904 — 04.11.1910 — подполковник (с 06.12.1905 полковник) Горский, Александр Николаевич
- 09.11.1910 — 21.04.1912 — полковник Довбор-Мусницкий, Иосиф Романович
- 30.04.1912 — 19.08.1913 — полковник Казанович, Борис Ильич
- 01.09.1913 — 23.06.1915 — и. д. полковник Кулешин, Степан Иванович
- 11.08.1915 — 30.06.1916 — и. д. подполковник Базаревский, Александр Халильевич
- 12.07.1916 — 08.02.1917 — генерал-майор Шеманский, Анатолий Дмитриевич
- 09.02.1917 — 27.06.1917 — полковник Дорошкевич, Александр Васильевич
- 30.07.1917 — хх.хх.1918 — полковник (с 21.11.1917 генерал-майор) Мартынов, Константин Акимович

### Командиры 1-й бригады
В период с 28 марта 1857 по 30 августа 1873 должности бригадных командиров были упразднены.
После начала Первой мировой войны в дивизии была оставлена должность только одного бригадного командира, именовавшегося командиром бригады 11-й пехотной дивизии.
- 27.09.1806 — 02.06.1809 — генерал-майор Линдфорс, Фёдор Андреевич
- 02.06.1809 — 27.03.1811 — полковник (с 14.06.1810 генерал-майор) Башилов, Александр Александрович
- 27.03.1811 — 16.03.1816[15] — генерал-майор Бенардос, Пантелеймон Егорович
  - 17.11.1814 — 16.03.1815 — командующий генерал-майор Гейденрейх, Иван Григорьевич
- 19.03.1816 — 23.04.1818 — генерал-майор Агалин, Афанасий Корнилович
- 23.04.1818 — 25.06.1820 — генерал-майор Байков, Иван Иванович
- 03.07.1820 — 05.02.1823 — генерал-майор фон Менгден, Михаил Александрович
- 05.02.1823 — 30.08.1823 — командующий полковник Пестель, Павел Иванович
- 30.08.1823 — 26.09.1823 — генерал-майор Куржевский, Владимир Григорьевич
- 26.09.1823 — 01.01.1827 — генерал-майор Кладищев, Пётр Алексеевич
- 30.01.1827 — 23.08.1828 — генерал-майор Полешко, Степан Григорьевич
- 23.08.1828 — 29.09.1828 — командующий полковник Жеребцов, Алексей Михайлович
- 29.09.1828 — 04.10.1829 — генерал-майор Соболевский, Степан Герасимович
- 04.10.1829 — 04.01.1830 — генерал-майор Дометти, Александр Карлович
- 04.01.1830 — 06.02.1830 — генерал-майор Геркен, Пётр Фёдорович
- 07.02.1830 — 28.02.1830 — генерал-майор Быков, Владимир Васильевич
- 28.02.1830 — 07.08.1831[16][17] — генерал-майор Тиман, Александр Иванович
  - 28.02.1830 — 06.04.1830 — командующий полковник фон Кауфман, Пётр Фёдорович
- 07.08.1831 — 22.08.1831 — командующий полковник Залеский, Николай Иванович
- 22.08.1831 — 26.08.1831[18] — генерал-майор фон дер Бриген, Эрнст Фромгольт
  - 22.08.1831 — 06.10.1831 — командующий полковник Залеский, Николай Иванович
- 06.10.1831 — 03.06.1833[19] — командующий полковник князь Волконский, Дмитрий Александрович
  - хх.хх.1832 — 03.06.1833 — командующий полковник Середин, Павел Дмитриевич
- 03.06.1833 — 28.11.1834 — генерал-майор Дометти, Александр Карлович
- 06.12.1834 — 17.05.1845[20] — генерал-майор Карнеев, Николай Михайлович
  - 25.01.1837 — 25.04.1837 — командующий полковник Сельван, Дмитрий Дмитриевич
  - 25.03.1839 — 25.09.1839 — командующий полковник Сельван, Дмитрий Дмитриевич
  - 12.10.1840 — 06.12.1840 — командующий полковник Сельван, Дмитрий Дмитриевич
- 17.05.1845 — 09.08.1847 — генерал-майор Красовский, Степан Григорьевич
- 09.08.1847 — 17.09.1847 — генерал-майор Семёнов, Степан Евдокимович
- 17.09.1847 — 06.12.1851 — генерал-майор Бурковский, Алексей Тихонович
- 06.12.1851 — 03.02.1855 — генерал-майор Охтерлоне, Александр Романович
- 03.02.1855 — 06.02.1856 — генерал-майор (с декабря 1855 барон) Криденер, Вильгельм (Фабиан) Миронович
- 06.02.1856 — 28.03.1857 — генерал-майор Гротенфельд, Иван Адольфович
- 30.08.1873 — 29.12.1877 — генерал-майор Салов, Владимир Николаевич
- 29.12.1877 — хх.хх.1878 — генерал-майор Духонин, Михаил Лаврентьевич
- 07.04.1878 — 30.06.1878 — генерал-майор Тяжельников, Иван Иванович
- 05.07.1878 — 20.09.1888 — генерал-майор Жиржинский, Эдуард Викентьевич
- 02.11.1888 — 14.06.1898 — генерал-майор Галахов, Гавриил Аристархович[21]
- 02.07.1898 — 01.11.1901 — генерал-майор Михайлов, Михаил Васильевич
- 20.11.1901 — 21.11.1904 — генерал-майор Немыский, Антон-Емельян Войцехович-Адальбертович
- 07.01.1905 — 14.06.1913[22] — генерал-майор Путилов, Нил Нилович
- 02.07.1913 — 29.07.1914 — генерал-майор Абжолтовский, Николай Адольфович
- 16.01.1915 — 14.05.1915 — генерал-майор Цицович, Александр Андреевич

### Командиры 2-й бригады
- 27.09.1806 — 16.08.1807 — генерал-майор Лидерс, Николай Иванович
- 16.08.1807 — 17.02.1811[23] — генерал-майор князь Щербатов, Алексей Григорьевич
  - 21.11.1808 — 01.02.1809 — командующий подполковник Гейденрейх, Иван Григорьевич
  - 01.02.1809 — 01.05.1809 — командующий полковник князь Хованский, Николай Николаевич
  - 26.01.1810 — 17.02.1811 — командующий полковник (14.06.1810 генерал-майор) князь Хованский, Николай Николаевич
- 17.02.1811 — 29.08.1814[24] — генерал-майор князь Хованский, Николай Николаевич
  - 18.04.1813 — хх.хх.1813 — командующий генерал-майор Гейденрейх, Иван Григорьевич
  - 04.04.1814 — 29.08.1814 — командующий генерал-майор Гейденрейх, Иван Григорьевич
- 29.08.1814 — 19.02.1816 — генерал-майор Мещеринов, Василий Дмитриевич
  - 13.12.1814 — 16.03.1815 — командующий полковник Благовещенский, Дмитрий Максимович
  - 16.03.1815 — 13.04.1815 — командующий генерал-майор Гейденрейх, Иван Григорьевич
- 19.02.1816 — 09.04.1816 — генерал-майор Талызин, Фёдор Иванович
- 09.04.1816 — 12.12.1816 — генерал-майор Булатов, Михаил Леонтьевич
- 12.12.1816 — 03.06.1828[25][9] — генерал-майор Тимрот, Фёдор Карлович
  - 01.01.1827 — 08.05.1827 — командующий полковник Добровольский, Михаил Людвигович
- 25.06.1828 — 04.10.1829 — генерал-майор Лаппа, Пётр Павлович
- 04.10.1829 — 04.01.1830 — генерал-майор Геркен, Пётр Фёдорович
- 04.01.1830 — 03.06.1833 — генерал-майор Дометти, Александр Карлович
- 03.06.1833 — 07.11.1835 — генерал-майор Соболевский, Степан Герасимович
- 07.11.1835 — 01.01.1846 — генерал-майор Обручев, Александр Афанасьевич
- 06.01.1846 — 29.12.1851 — генерал-майор Житков, Пётр Никифорович
- 29.12.1851 — 05.02.1856 — генерал-майор Заливкин, Александр Петрович
- 23.02.1856 — 06.02.1857 — генерал-майор Огарёв, Михаил Васильевич
- 30.08.1873 — 09.10.1873 — генерал-майор Иолшин, Михаил Александрович
- 09.10.1873 — 08.12.1873 — генерал-майор Петрушевский, Михаил Фомич
- 19.12.1873 — 15.05.1874 — генерал-майор Тимрот, Гофорд Александрович
- 15.05.1874 — 22.06.1874 — генерал-майор барон Тизенгаузен, Павел Егорович
- 22.06.1874 — 03.12.1875 — генерал-майор Мацнев, Владимир Николаевич
- 10.12.1875 — 15.10.1876 — генерал-майор Воейков, Андрей Яковлевич
- 15.10.1876 — 27.09.1877 — генерал-майор Устругов, Михаил Тимофеевич
- 27.09.1877 — 12.10.1877 — генерал-майор Бискупский, Константин Ксаверьевич
- 12.10.1877 — 28.11.1877 — генерал-майор фон Тальберг, Отто Германович
- 28.11.1877 — 19.04.1885 — генерал-майор Больдт, Константин Егорович[26].
- 08.05.1885 — 27.03.1886 — генерал-майор Голохвастов, Владимир Петрович
- 07.04.1886 — 20.12.1892 — генерал-майор Авинов, Фёдор Александрович
- 20.12.1892 — 20.10.1899 — генерал-майор Каменоградский, Павел Александрович
- 25.04.1900 — 09.02.1901 — генерал-майор Грозмани, Евгений Иосифович
- 23.04.1901 — 19.11.1908 — генерал-майор Безсонов, Алексей Сергеевич
- 25.11.1908 — 15.06.1910 — генерал-майор Гаурилькевич, Владислав-Антоний Теофилович
- 15.06.1910 — 21.12.1910 — генерал-майор Бабиков, Николай Александрович
- 24.02.1911 — 28.11.1914 — генерал-майор Братчиков, Николай Матвеевич
- 28.11.1914 — 17.12.1915  — генерал-майор Май-Маевский, Владимир Зенонович
- 17.12.1915 — 22.06.1916 — командующий полковник Герштенцвейг, Михаил Каэтанович
- 19.07.1916 — 30.07.1917 — полковник (с 27.12.1916 генерал-майор) Джалюк, Иван Павлович
- 30.07.1917 — хх.хх.хххх — командующий полковник Носович, Анатолий Леонидович

### Командиры 3-й бригады
В 1833 3-я бригада расформирована.
- 27.09.1806 — 16.08.1807 — полковник Карамышев, Николай Степанович
- 16.08.1807 — 05.12.1807[27] — полковник Нестеров, Пётр Александрович
- 05.12.1807 — 29.08.1814[28] — полковник (с 14.06.1810 генерал-майор) Мещеринов, Василий Дмитриевич
  - 06.05.1814 — 29.08.1814 — командующий генерал-майор Корнилов, Пётр Яковлевич
- 29.08.1814 — 22.12.1815 — генерал-майор Корнилов, Пётр Яковлевич
- 25.12.1815 — 19.02.1816 — генерал-майор Талызин, Фёдор Иванович
- 19.02.1816 — 05.05.1816 — генерал-майор Мещеринов, Василий Дмитриевич
- 05.05.1816 — 30.08.1816 — командующий полковник Кальм, Фёдор Григорьевич
- 30.08.1816 — 26.11.1823 — генерал-майор Шевандин, Павел Васильевич
- 12.12.1823 — 31.07.1828 — генерал-майор Степанов, Павел Васильевич
- 31.07.1828 — 28.02.1830[29] — генерал-майор Тиман, Александр Иванович
  - 04.10.1829 — 24.12.1829 — командующий генерал-майор Байков, Сергей Васильевич
  - 24.12.1829 — 28.02.1830 — командующий полковник Семичев, Пётр Иванович
- 28.02.1830 — 29.11.1830 — генерал-майор Быков, Владимир Васильевич
- 29.11.1830 — 03.06.1833 — генерал-майор Соболевский, Степан Герасимович

### Помощники начальника дивизии
В период с 28 марта 1857 года по 30 августа 1873 года помощники начальника дивизии фактически являлись бригадными командирами.
- 28.03.1857 — 15.07.1863 — генерал-майор Заливкин, Александр Петрович
- 15.07.1863 — 22.10.1869 — генерал-майор Нелидов, Иван Николаевич
- 23.10.1869 — 30.08.1873[30] — генерал-майор Салов, Владимир Николаевич

### Командиры 11-й артиллерийской бригады
Сформирована 11.09.1806 как 18-я артиллерийская бригада при 18-й дивизии. Впоследствии номер в наименовании артиллерийской бригады изменялся параллельно с номером пехотной дивизии, к которой бригада была приписана.
До 1875 г. должности командира артиллерийской бригады соответствовал чин полковника, а с 17 августа 1875 г. - чин генерал-майора.
- 18.09.1806 — 21.12.1807 — полковник Третьяков, Николай Иванович
- 21.12.1807 — хх.хх.1810 — полковник Мерлин, Павел Иванович
- 14.02.1811 — 19.11.1815 — подполковник Пащенко, Лев Корнеевич
- хх.хх.1815 — 21.03.1816[32] — подполковник Бикбулатов, Николай Михайлович
- 21.03.1816 — 02.05.1816 — подполковник Башмаков, Флегонт Миронович
- 02.05.1816 — 10.05.1817 — полковник Засядко, Александр Дмитриевич
- 10.05.1817 — 19.03.1826 — полковник Шульман, Густав Максимович
- 22.03.1826 — 28.02.1832 — полковник фон Штейбе, Николай Александрович
- до 05.12.1832 — 11.08.1844 — подполковник (с 05.12.1832 полковник, с 19.04.1842 генерал-майор) Калита, Тарас Семёнович
- 11.08.1844 — 27.02.1849 — полковник (с 07.04.1846 генерал-майор) Головин, Алексей Тимофеевич
- 27.02.1849 — 29.11.1855 — полковник (с 06.12.1853 генерал-майор) Вдовиченко, Иван Степанович
- ранее 17.02.1856 — 24.02.1860 — полковник Самойлович, Иван Захарович
- 24.02.1860 — хх.хх.1867 — полковник Лазарев, Евгений Дмитриевич
- хх.хх.1867 — 23.01.1871[33] — полковник Мальм, Карл Карлович
- 28.01.1871 — 01.02.1873[34] — полковник (с 16.04.1872 генерал-майор) Лапчинский, Василий Степанович
- 06.03.1873 — 15.05.1875 — полковник (с 30.08.1874 генерал-майор) Симанов, Дмитрий Степанович
- 15.05.1875 — 21.11.1877 — полковник Прейс, Иван Варфоломеевич
- 21.11.1877 — 23.11.1880 — полковник (с 10.07.1878 генерал-майор) Булгарин, Александр Павлович
- 06.12.1880 — 04.06.1885[35] — генерал-майор Михаловский, Николай Юрьевич[36]
- 30.08.1885 — 04.11.1894 — генерал-майор Михайлов, Дмитрий Иванович
- 17.02.1900 — 21.12.1903[37] — генерал-майор Петров, Митрофан Петрович
- 05.01.1904 — 24.01.1909 — генерал-майор Кохно, Пётр Андреевич
- 24.01.1909 — 19.05.1912 — генерал-майор Софиано, Алексей Семёнович
- 19.05.1912 — 03.08.1915 — генерал-майор Петунин, Василий Дмитриевич
- 03.08.1915 — 27.02.1917 — генерал-майор Никитин, Александр Владимирович
- 08.03.1917 — хх.хх.хххх — командующий полковник Тихонович, Степан Андреевич

### Командиры кавалерийской бригады 18-й дивизии
В 1810 г. кавалерия выведена из состава дивизии.
- 27.09.1806 — 05.10.1806 — генерал-майор граф Шувалов, Павел Андреевич
- 26.10.1806 — 16.08.1807 — генерал-майор Барков, Пётр Александрович
- 16.08.1807 — 13.10.1810[39] — генерал-майор граф де Ламберт, Карл Осипович
  - 29.12.1809 — 13.10.1810 — командующий генерал-майор Хрущов, Иван Алексеевич